# Tadeusz Dajczer

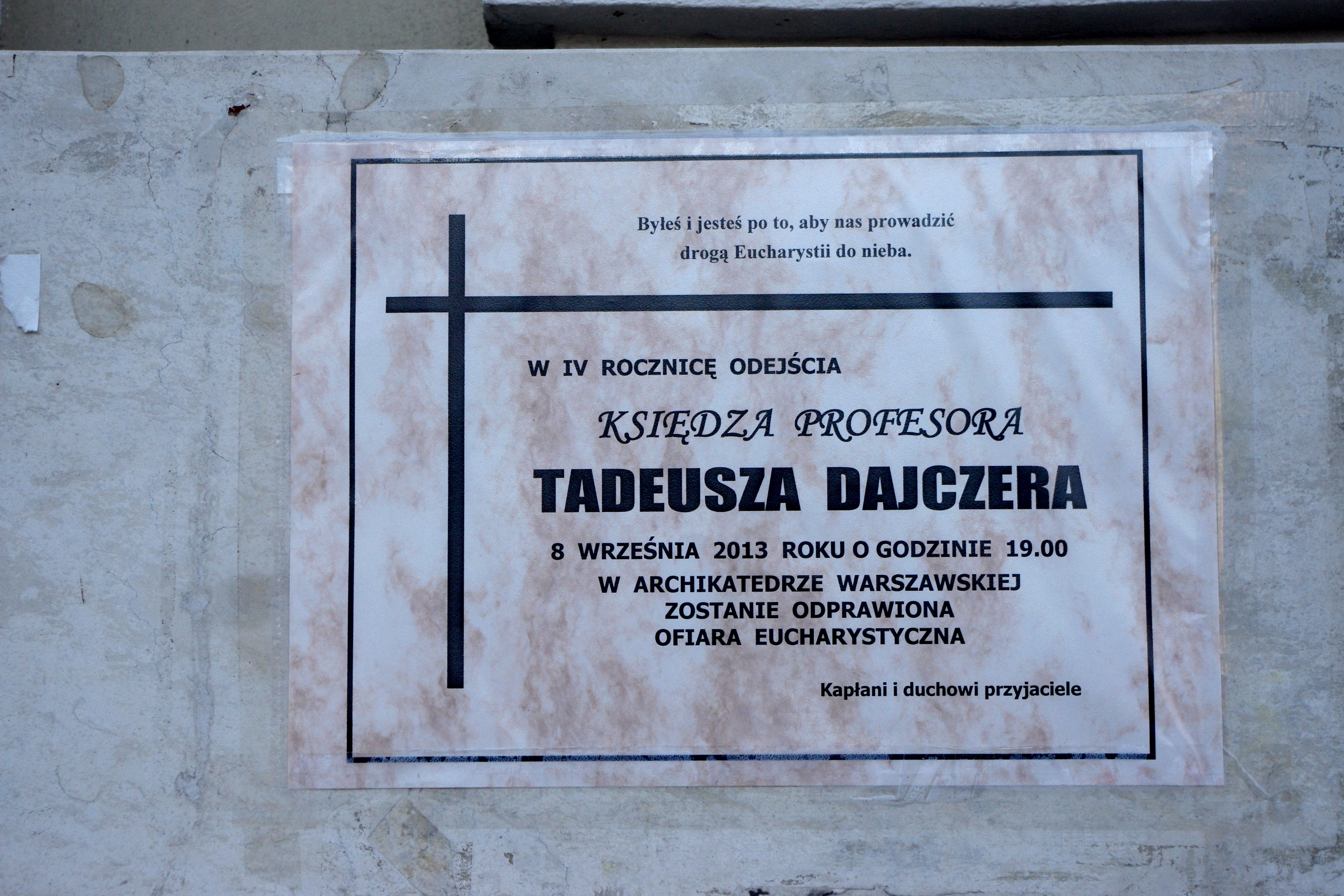
Nekrolog wspomnieniowy Tadeusza Dajczera w IV rocznicę jego śmierci na bramie głównej Uniwersytetu Warszawskiego

Tadeusz Józef Dajczer (ur. 10 sierpnia 1931 w Pruszkowie, zm. 8 września 2009 w Warszawie) – polski prezbiter katolicki, religioznawca, kanonik, profesor teologii.

## Życiorys

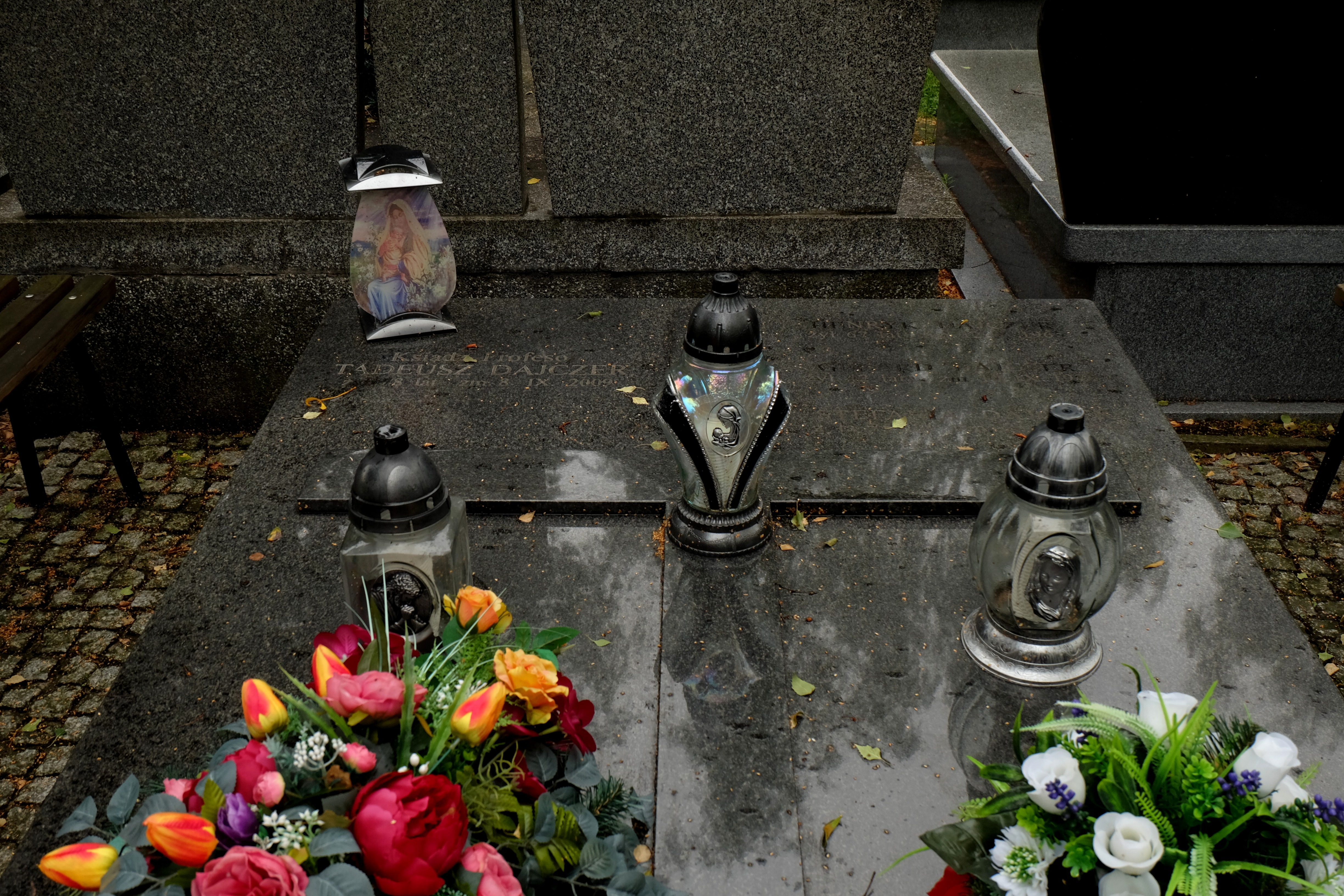
Grób ks. Tadeusza Dajczera na cmentarzu parafialnym w Pruszkowie

Ukończył studia na Wydziale Teologii Katolickiej Uniwersytetu Warszawskiego i otrzymał święcenia prezbiteratu z rąk biskupa Wacława Majewskiego w 1955. Następnie studiował na Papieskim Uniwersytecie Gregorianum w Rzymie (1966–1972), gdzie uzyskał stopień doktora. Po powrocie do Polski został pierwszym kierownikiem Katedry Fenomenologii Religii utworzonej na Wydziale Teologicznym Akademii Teologii Katolickiej w Warszawie przez ks. dr. hab. Władysława Kowalaka. Habilitował się na ATK 14 grudnia 1981. W 1985 założył Ruch Rodzin Nazaretańskich, który działa obecnie w około 40 krajach świata. W 1994 otrzymał z rąk prezydenta Lecha Wałęsy tytuł naukowy profesora nauk teologicznych. Do śmierci był rezydentem w parafii Św. Teresy od Dzieciątka Jezus na Tamce.
W 1972, w Parafii Najświętszego Zbawiciela założył koło życia wewnętrznego. W 1983 grupa przeszła do Parafii Św. Teresy od Dz. Jezus na ul. Tamka, gdzie przyjęła nazwę Ecclesia. W 1985 powstały struktury Ruchu Rodzin Nazaretańskich, z inicjatywy świeckich, szczególnie Sławomira Bieli (jednym z założycieli był Dajczer, który nie ingerował w zarządzanie Ruchem). Na jesieni 1995 ks. Dajczer poważnie zachorował, co bardzo ograniczyło jego możliwości fizyczne i wyłączyło go z działalności publicznej do tego stopnia, że otrzymał pisemne pozwolenie Kurii Metropolitalnej Warszawskiej na sprawowanie Mszy św. u siebie w mieszkaniu zamiast w kościele. W 1999 przestał być wykładowcą na ATK w Warszawie. Dalej współredagował materiały formacyjne RRN i wraz ze Sławomirem Bielą oraz dwoma kapłanami był w zespole, do którego należało kierowanie Ruchem, jednak członkowie Ruchu, którzy weszli do wspólnoty później, nie mieli szansy poznać założyciela.
W latach 2007–2009 Ruch Rodzin Nazaretańskich założony przez ks. Dajczera znalazł się w poważnym kryzysie. Po przeprowadzonym na polecenie metropolity warszawskiego abp. Kazimierza Nycza śledztwa kanonicznego od moderowania i działalności w Ruchu odsunięto ks. Dajczera wraz z najbliższymi współpracownikami: ks. Bolesławem Szewcem, ks. Jarosławem Piłatem i Sławomirem Bielą. Oceniono, że w RRN popełniono poważne błędy teologiczno-doktrynalne oraz, że w nieprawidłowy sposób sprawowano kierownictwo duchowe. W 2009 Komisja Teologiczno-Prawna, powołana przez arcybiskupa Kazimierza Nycza, stwierdziła, że „ks. Dajczer – co wynika z oświadczenia p. S. Bieli z 28 II 2008 r. – wykreował (w początkowej fazie trwania Ruchu) dla potrzeb własnych i RRN charyzmat maryjny w osobie p. S. Bieli". Tadeusz Dajczer w czasie prac komisji, 8 kwietnia 2008, stwierdził o Sławomirze Bieli, że „nic nadprzyrodzonego w nim nie odkrył, poza tym, że jest to człowiek, znający treści duchowe świętych (np. św. Jana od Krzyża), umiejący przemawiać, i jako animator mający dobry kontakt z ludźmi”. 
Wniósł istotny wkład w badania naukowe w dziedzinie religioznawstwa w Polsce, a zwłaszcza fenomenologii religii. „Można mówić o [jego] mistrzostwie (...) i kompetencji, szczególnie w odniesieniu do problematyki religii Dalekiego Wschodu i ich porównaniu do chrześcijaństwa. Tworzył w opozycji do relatywizmu dominującego w epoce światopoglądu marksistowskiego. Był uważany za największy religioznawczy autorytet w Polsce w dziedzinie inicjacji.
Jest autorem dzieł z dziedziny duchowości, które przez dziesięciolecia stanowią inspirację do życia chrześcijańskiego dla wielu ludzi. W 1992 roku opublikował światowy bestseller Rozważania o wierze. Z zagadnień teologii duchowości, przetłumaczony na 29 języków i wydany w 36 krajach, który stał się ogromnie cenionym „podręcznikiem” życia chrześcijańskiego.
W latach 2007–2009 wydał cykl sześciu książek Rozważania o Eucharystii ukazujący teoretyczną i praktyczną teologię prowadzącą na szczyty przeżyć mistycznych. Do opisu życia duchowego wprowadził termin „relacji spotkania” zaczerpnięty z filozofii dialogu. Dzięki temu przedstawił w sposób prekursorski drogę do zjednoczenia człowieka z Bogiem „z perspektywy rozwoju relacji Ja – Ty do osoby Chrystusa obecnego w Eucharystii”. Ukazał, że relacja z osobowym Bogiem jest w istocie relacją spotkania..

## Współpraca ks. Tadeusza Dajczera z SB
Ksiądz Dajczer w zainteresowaniu aparatu bezpieczeństwa znalazł się w 1964 r., w momencie gdy złożył wniosek o paszport na wyjazd do Rzymu. Wtedy rozpoczęły się jego regularne kontakty z funkcjonariuszami SB, które trwały z pewnymi przerwami aż do 1985 r. Początkowo rozmowy z funkcjonariuszem Dept. I MSW Stanisławem Kubatem nie przyniosły efektu w postaci werbunku. Duchowny nie zrezygnował jednak z ubiegania się o paszport na studia rzymskie. Miał nadzieję, że uda mu się uzyskać dokument bez pośrednictwa aparatu bezpieczeństwa. Kolejne odmowy spowodowały, że Dajczer zwrócił się telefonicznie do oficera, który prowadził z nim rozmowy i poprosił o spotkanie. W czasie kilku kolejnych rozmów z funkcjonariuszami bezpieki zdecydował się na podjęcie współpracy agenturalnej. Decyzja kapłana spowodowała zmianę decyzji o odmowie paszportu. Deklaracje ks. Dajczera o zgodzie na współpracę oficerowie bezpieki potraktowali poważnie. Uwiarygodniało ją także przyjęcie przez duchownego zadań postawionych przez SB, w tym przekazywania informacji o znanych mu duchownych. Od tego momentu stał się współpracownikiem bezpieki. Zarejestrowano go pod ps. "Marcinek" (używano także ps. "Marcin"). Dokładny przebieg współpracy w okresie studiów ks. Dajczera w Rzymie trwających od 1966 do 1972 r.  nie jest znany, ze względu na zniszczenie części dokumentacji. Duchowny starał się unikać kontaktów z funkcjonariuszami Departamentu I MSW, ale ich jednak nie przerwał. Z tego względu postanowiono podtrzymywać z nim kontakty również po powrocie do Polski w 1972 r., jak zauważył Rafał Łatka, autor artykułu na temat współpracy duchownego z SB: Funkcjonariusz prowadzący sprawę ks. Dajczera był przekonany, iż kapłan może być użyteczny dla SB także po powrocie do Polski w lipcu 1972 r. Z tego względu zdecydował  że należy przekazać go "na kontakt" do Departamentu IV MSW. Warto dodać, iż do innej jednostki przekazywano tylko osoby, które w rzeczywisty sposób podjęły współpracę agenturalną i/lub rokowały swoją przydatność dla aparatu bezpieczeństwa (w charakterze poważnych kandydatów na TW). 
Po powrocie do Polski duchowny nie potrafił odmówić dalszych kontaktów z SB, które poskutkowały współpracą agenturalną z antykościelnym Departamentem IV MSW trwającą w latach 1975-1985. Podobnie jak w przypadku „rzymskiego” etapu współpracy Dajczer starał się minimalizować ilość  informacji przekazywanych funkcjonariuszom. Wiedza jaką przekazał swoim oficerom prowadzącym na temat osób ze swojego otoczenia nie miała dla SB kluczowego znaczenia, ale była przydatna, o czym wprost pisano w raportach funkcjonariuszy bezpieki. Kapłan donosił m.in. na sekretarzy prymasa Wyszyńskiego: ks. Józefa Glempa i ks. Bronisława Piaseckiego, pracowników Akademii Teologii Katolickiej, czy też ks. Waldemara Wojdeckiego redaktora naczelnego "Przeglądu Katolickiego". W czasie współpracy z Dept. IV MSW regularnie otrzymywał prezenty od funkcjonariuszy SB. Współpracę z TW ps. „Marcinek” zakończono w 1985 r. ze względu na zły stan zdrowia ks. Dajczera. 

## Publikacje

### Książki na temat życia wewnętrznego
- Rozważania o wierze, Częstochowa : Edycja Paulińska, 1992
- Z duchowości Ruchu Rodzin Nazaretańskich : (materiały). Cz. 1: Oddanie się Matce Bożej W Ruchu Rodzin Nazaretańskich; Trynitarny wymiar charyzmatu duchowości Ruchu Rodzin Nazaretańskich, Warszawa : Wydawnictwo Archidiecezji Warszawskiej, 1996.
- Szczególne narzędzie Bożej Łaski, Warszawa : Wydawnictwo Ruchu Rodzin Nazaretańskich, 2007.
- Tajemnica wiary, Warszawa : Wydawnictwo W, 2007.
- Zdumiewająca bliskość, Warszawa : Wydawnictwo Fidei, 2008.
- Przymnóż nam wiary, Warszawa : Wydawnictwo Fidei, 2008.
- Mocą wiary, Zamość ; Warszawa : Wydawnictwo Fidei, 2008.
- Sakrament obecności, Opole : Wydawnictwo i Drukarnia Świętego Krzyża ; Warszawa : Wydawnictwo Fidei, 2009.
- Nieodkryty dar, Zamość ; Warszawa : Wydawnictwo Fidei, 2009.
- Trudny kawałek życia Poznań : Wydawnictwo Flos Carmeli, Warszawa: Wydawnictwo Fidei, 2010.

### Książki z dziedziny religioznawstwa
- Inicjacje i ich wymiar kosmiczny u ludów Kalifornii, Warszawa : Akademia Teologii Katolickiej, 1984 (praca habilitacyjna).
- Buddyzm w swej specyfice i odrębności wobec chrześcijaństwa, Warszawa : Wydawnictwo Archidiecezji Warszawskiej, 1993.